# Pimp My Ride
Pimp My Ride (dt.: ‚Motz meine Karre auf‘, siehe auch Pimp) war eine Fernsehsendung auf MTV, in der es um das Tuning von alten und meist schrottreifen Automobilen ging. Die erste Folge wurde in den USA am 4. März 2004 ausgestrahlt. Moderator war der Rapper Xzibit. Am 22. Juli 2007 lief die letzte Staffel mit acht Episoden in Amerika an. Vorerst ist eine Neuauflage nicht geplant. „Man sollte von der Bühne gehen, wenn man sich an der Spitze befindet“, so das Zitat von MTV US.

## Ablauf
Xzibit taucht „überraschend“ bei einem der Kandidaten in Südkalifornien auf. Jener durfte sich bei MTV bewerben, um sein altes Auto renovieren und frisieren zu lassen.
Nachdem Xzibit das Auto vor Ort begutachtet und etwas über den Besitzer in Erfahrung gebracht hat, fährt er damit zu Galpin Auto Sports (GAS), die seit der fünften Staffel die Verbesserungen durchführen. In den ersten vier Staffeln wurde dies von West Coast Customs (WCC) übernommen. Dabei geht es weniger um Motortuning als das Erscheinungsbild des Wagens, wie zum Beispiel die Lackierung, Zierfelgen und eine extravagante Innenausstattung. Oftmals werden Teile im Wert von über 20.000 Dollar in die Autos verbaut, darunter große Chromfelgen, Flachbildschirme und Musikanlagen, aber auch Skurriles wie Aquarien, Espressomaschinen, Dampfbügeleisen, Whirlpools und „James-Bond-Geheimfächer“. Jene stehen mit der Persönlichkeit des Kandidaten in irgendeiner Beziehung.
Zum Schluss werden dem Kandidaten und dem Zuschauer in einem Vorher-Nachher-Vergleich die Veränderungen gezeigt. Der Kandidat fährt nach Hause und stellt das pimped car (engl. für ‚aufgemotztes Auto‘) Familie und Freunden vor.
Details zur Dramaturgie
- Zu Beginn und am Ende einer Folge ist die Familie bzw. Freunde des Kandidaten zu sehen. Am Anfang wird betont, wie sehr der Kandidat ein Auto, das zu ihm passt, verdient hat. Am Ende stellen der Kandidat und die Bekannten fest, dass durch das Auto ein neuer Lebensabschnitt für den Kandidaten beginnt.
- Es werden die Namen der Hersteller der eingebauten Tuningteile genannt, wobei der Kandidat sich immer über die gezeigten Tuningteile freut. In einigen Outtakes ist zu sehen, dass diese Szenen manchmal wiederholt werden, wenn die Freude des Kandidaten zu zurückhaltend war.

## Umbauarbeiten
In den gezeigten Folgen wird nur selten und in absolut unausweichlichen Fällen der Motor repariert und meist gleich durch einen neuen ersetzt. Ob weitere Umbaumaßnahmen außer den optischen Veränderungen vorgenommen werden, wird sonst nicht gezeigt. In wenigen Fällen hat West Coast Customs den Wagen des Kandidaten nicht umgebaut, sondern ein besser erhaltenes (gebrauchtes) Ersatzfahrzeug gleichen oder ähnlichen Typs gekauft, dieses umgebaut und dem Kandidaten geschenkt. In einem Fall stellte sich beispielsweise heraus, dass das Auto aus zwei Autos zusammengeschweißt war. WCC befürchtete, dass das Auto auseinanderbrechen könnte. Den Zuschauern wurde dies jedoch nicht kommuniziert.
Der Umbau eines Fahrzeuges dauert etwa 12 bis 14 Tage (laut einem PMR-Mechaniker bei TV total).
Ein Assistent von MTV, der bei Pimp my Ride arbeitete, erzählte Reportern der Auto Bild: „Wisst ihr, die ganze Show ist gefaked. Die Ideen für die Einbauten diktiert MTV. Die WCC-Jungs müssen sie nur irgendwie echt aussehen lassen. Und die Gags, die funktionieren, brauchen nur solange zu halten, bis die Aufnahme im Kasten ist. Und dann die Lackarbeiten: Rostlöcher zuspachteln, Farbe drüber – fertig.“

## Ableger

### Pimp My Ride UK
Unter dem Namen Pimp My Ride UK startete 2006 in Deutschland eine neue Sendung auf MTV. Der Inhalt der Sendung ist derselbe wie im Original, jedoch wird Pimp My Ride UK in Großbritannien gedreht. Gastgeber ist der britische Rap-DJ und Moderator der BBC Radio 1 Rap Show: (Tim) Westwood. Die Sendung entbehrt aufgrund des Dialekts und Verhaltens seitens Westwoods nicht einer gewissen Komik.

### Pimp My Fahrrad
Als satirische Antwort auf die US-amerikanische Ausgabe startete MTV Deutschland am 9. April 2005 die neue Sendung Pimp My Fahrrad, in der es um das „Aufmotzen“ von Fahrrädern geht. Meistens werden so genannte „Low Rider“ oder „Chopper-Bikes“ als Basis für das Tuning genommen, wobei im Laufe der jeweiligen Sendung Teile wie Felgen mit 144 Speichen und Benzintanks von Motorrädern auf die Fahrräder montiert werden.
Durch die Serie, die nur in der deutschen MTV-Ausgabe gesendet wurde, führt zunächst der Rapper Das Bo, anschließend der Schauspieler Oliver Korittke. Den Part der Schrauber erfüllen diesmal die Mitarbeiter des fiktiven Hamburger Unternehmens ElbCoastPsycles. Tatsächlich handelt es sich um das Team des Fahrradladens Juniors-Club in Hamburg.
Die Idee des für den Grimme-Preis 2005 nominierten TV-Spektakels stammt von Oliver „Junior“ Richter, Gründungsmitglied der ElbCoastPsycles, und Oliver Kleinfeld, Mitarbeiter der Hamburger TV-Produktion OKD Gute Unterhaltung! GmbH.
Gemeinsam mit den ElbCoastPsycles und der ebenfalls in Hamburg ansässigen Produktionsfirma Riesenbuhei realisierte OKD insgesamt sieben Folgen des Satire-Formats für MTV Deutschland.

### Pimp My Whatever
Ein weiterer Ableger der Pimp-my-…-Reihe heißt Pimp My Whatever. Die erste Folge wurde am 15. Oktober 2005 auf MTV Deutschland gesendet. In dieser vom MTV-Moderator Patrice Bouédibéla moderierten Serie wird alles oder jeder aufgemotzt, wie beispielsweise Hundehütten, Partys und so weiter. Die „Aufmotzer“ sind die ElbCoastPsycles. Die hier aufgemotzten Dinge funktionieren laut Autobild einwandfrei. Während dort das Original schlechte Kritik erfährt, werden die Ableger von Pimp My Ride gelobt.

### Pimp My Ride International
In Pimp My Ride International wurden die Autos von Kandidaten aus Europa „aufgemotzt“. In Deutschland lief die Serie ab 2006 und ab April 2011 auch auf VIVA Germany. Diese Version wurde von den Rappern Lil Jon und Fat Joe moderiert. Außerdem wurde sie auch noch von Mike Posner moderiert. Inhaltlich war der Ableger identisch mit Pimp My Ride oder Pimp My Ride UK. Hier wurden außer den Autos normaler Jugendlicher auch das Auto des französischen Fußballspielers Djibril Cissé „gepimpt“, der zwar die finanziellen Möglichkeiten hat, ein teures Auto zu kaufen, der jedoch mit GAS darum gewettet hat, wer besser „pimpt“. Die Serie wurde nach nur einer Staffel mit sechs Episoden eingestellt.

### Pimp my Ride – Das Spiel
Seit 2007 ist auch ein Spiel mit dem Namen Pimp my Ride für Wii und PlayStation Portable erhältlich. Im Spiel muss man Autos von Kunden „pimpen“. Zu Beginn des Spiels sind nur wenige Kunden verfügbar. Im Laufe der Zeit werden es aber immer mehr, bis man schließlich das Auto von Xzibit pimpen kann, der auch im Spiel zu den Kunden geht und das Auto besichtigt. Man hat nur eine begrenzte Zeit von ca. zwei Minuten pro Auto, um es zu pimpen; wenn diese Zeit abgelaufen ist, muss sich der Kunde zwischen dem Auto des Spielers und dem eines Rivalen entscheiden. Auch ist eine frei befahrbare Stadt verfügbar. Das Spiel hat die PEGI-Einstufung 12+.

### In der Werbung
Neben ihrer Verwendung im Titel von Sendungen von MTV sind zahlreiche Variationen von Pimp my … auch in Deutschland längst in die Slogans der Reklameindustrie eingeflossen:
- Burger King: Pimp my Burger (Werbeaktion)
- Chip und GIGA: Pimp my PC (es werden PCs „aufgemotzt“)
- Volkswagen: Unpimp the Auto (Werbeaktion für den Golf GTI)
- Berentzen: Pimp my Bollerwagen (damaliges Spiel auf der Website von Berentzen)
- Volksbank: Pimp my money (soll Jugendliche ansprechen)
- Rheinzink: zink my roof (Werbung für Zinkdächer)

### Parodien
Auch Satire- und Comedysendungen parodierten das Phänomen. In der Show Jimmy Kimmel Live! auf dem amerikanischen Sender ABC lief passend zu Xzibits Besuch der Beitrag Pimp My Bride (dt. ‚Motz meine Braut auf‘). Dort war ebenfalls der US-amerikanische Hip-Hopper Xzibit der Gastgeber der Sendung. Später sendete der NDR in seiner Sendung Extra 3 ein Pimp My Wife, zwei Wochen später strahlte RTL eine gleichnamige Persiflage als Bestandteil der Sendung Freitag Nacht News aus. Hans Werner Olm parodierte in OLM unterwegs Pimp my Ride ebenfalls unter dem Titel Pimp my Alte in der Figur des Günni Schwagalla. Eine eindeutige Parodie taucht auch im Film Date Movie auf, in der die Hauptdarstellerin Julia ganz in Pimp-my-Ride-Manier aufgemotzt wird.
Das deutsche Computerspielemagazin GameStar drehte ebenfalls eine Parodie namens „Pimp my PC“, wobei vor allem der Moderator Xzibit und sein Auftreten, die Umbauten sowie die überschwängliche Freude des Kandidaten auf die Schippe genommen werden.
In der Demoszene persiflierte die Gruppe ate bit mit dem 64k-Intro Pimp My Spectrum ebenfalls die Sendung Pimp My Ride. Außerdem gibt es ein im Internet populäres Video namens Pimp My Horse von Brandon Laatsch und Freddie Wong, welches ebenfalls eine Parodie auf die Sendung darstellt.